# Condado de Autauga
O Condado de Autauga é um dos 67 condados do estado estadunidense do Alabama. De acordo com o censo de 2022, sua população era de 59.759 habitantes. A sede de condado é Prattville.
O Condado de Autauga é parte da área metropolitana de Montgomery.

## História
O Condado de Autauga foi fundado em 21 de novembro de 1818, por uma lei da legislatura do Território do Alabama (um ano antes do Alabama ser admitido como estado). Conforme estabelecido, o condado incluía o atual Condado de Autauga, bem como os de Elmore e Chilton. Na época, índios Autauga (também conhecidos como Tawasa) viviam aqui, principalmente em uma aldeia chamada Atagi (que significa "água pura"), situada nas margens de um riacho com o mesmo nome (chamado de "Pearl Water Creek" pelos colonizadores); o riacho é um afluente do rio Alabama.
Os Autaugas eram membros da tribo Alibamu, e assim foram chamados por sua localização geográfica. Os Alibamu foram, eventualmente, integrados à Confederação Creek. Eles enviaram muitos guerreiros para resistir a invasão de Andrew Jackson na Guerra Creek, esta, parte da Guerra de 1812. Este condado era parte do território cedido pelos Creeks no Tratado de Fort Jackson em 1814.
A primeira sede do condado estava em Jackson's Mill, mas o tribunal só ficou lá tempo suficiente para escolher um assento permanente em Washington, a nova sede do condado, construída no antigo sítio de Atagi no canto sudeste do condado. Com o crescimento populacional no oeste, em 1830 a sede do concelho foi transferida para uma localização mais central em Kingston e a vila de Washington diminuiu até que foi completamente abandonada no final dos anos 1830.
Daniel Pratt chegou ao Condado de Autauga em 1833 e fundou a nova vila de Prattville, ao norte de Atagi na zona de catarata de Autauga Creek. Sua fábrica de descaroçador de algodão tornou-se rapidamente a maior fabricante de descaroçadores no mundo e a primeira grande indústria no Alabama.
Foi em sua fábrica e com o seu apoio financeiro, que os Prattville Dragoons, uma unidade de combate para a Confederação, foram organizados em antecipação à Guerra Civil. Outras unidades formadas em Autauga inclui a Autauga Rifles (Autaugaville), The John Steele Guards (oeste de Autauga) e a Varina Rifles (norte de Autauga). Nenhum dos combates da Guerra Civil chegou ao Condado de Autauga. Pratt conseguiu garantir o pagamento das dívidas das contas do Norte logo após a guerra, diminuindo os efeitos incapacitantes do período de Reconstrução no condado.
Charles Atwood, um ex-escravo pertencente a Daniel Pratt, comprou uma casa no centro de Prattville imediatamente após a emancipação e foi um dos investidores fundadores da South and North Railroad de Pratt.
Em 1866 e 1868, os condados de Elmore e Chilton foram separados de Autauga, e a sede do condado foi transferida para o centro popular de Prattville, onde um novo tribunal foi concluído pelo construtor local George L. Smith em 1870. Em 1906, um novo e maior tribunal foi erguido em estilo modificado de românico richardsoniano a uma quadra ao norte da antiga. O edifício foi projetado por Bruce Architectural Co. de Birmingham e construído por Dobson & Bynum de Montgomery.

## Geografia
De acordo com o censo, sua área total é de 1560 km², dos quais 1540 km² são terra e 26 km² são água. O condado encontra-se majoritariamente localizado dentro da Planície da Costa do Golfo.

### Hidrografia
O rio Alabama corre ao longo de sua fronteira sudeste e numerosos riachos, tal como o Little Mulberry, Autauga e Swift atravessam a sua área.

### Clima
O condado tem um clima subtropical úmido predominante dominado por sua localização nas planícies do sul, sub-região ecológica dos Estados Unidos.

### Condados adjacentes
- Condado de Chilton - norte
- Condado de Elmore - leste
- Condado de Montgomery - sudeste
- Condado de Lowndes - sul
- Condado de Dallas - oeste

## Transportes

### Principais rodovias
- Interstate 65
- U.S. Route 31
- U.S. Route 82
- State Route 14
- State Route 111
- State Route 143

## Governo
O xerife do Condado de Autauga é Herbie Johnson (R). O poder legislativo é a comissão do condado, que é composto por cinco membros os quais são eleitos por círculos uninominais.

## Educação
O Sistema Escolar do Condado de Autauga é sistema público de ensino do condado.
East Memorial Christian Academy está localizado em uma área não incorporada do condado, perto de Prattville.

## Lugares de interesse
O condado é o lar de vários parques, como Wilderness Park, Cooters Pond Park, Pratt Park, Swift Creek Park, Newton Park, Spinners Park, Heritage Park e Overlook Memorial Park.

## Demografia
De acordo com o censo de 2022:
- População total: 59.759 habitantes
- Densidade: 37 hab/km²
- Residências: 25.114
- Famílias: 21.856
- Composição da população:
  - Brancos: 75,2%
  - Negros: 21%
  - Nativos americanos e do Alaska: 0,5%
  - Asiáticos: 1,2%
  - Nativos havaianos e ilhotas do Pacífico: 0,1%
  - Duas ou mais raças: 2%
  - Hispânicos ou latinos: 3,3%

## Comunidades

### Cidades
- Millbrook (parcialmente no Condado de Elmore)
- Prattville (parcialmente no Condado de Elmore e sede do condade)

### Vilas
- Autaugaville
- Billingsley

### Áreas censitárias
- Marbury
- Pine Level

### Comunidades não-incorporadas
- Booth
- Evergreen
- Jones
- Kingston
- Mulberry

### Cidade Fantasma
- Washington

## Pessoas notáveis
- Samuel Smith Harris (1841 - 1888), clérigo presbiteriano, fundador e editor da revista Living Word, e bispo da Diocese de Michigan.[4]
- William Henry Lanier (1855 - 1929), proeminente educador que serviu como presidente na Alcorn A. and M., de 1899 a 1905, Também serviu como superintendente nas escolas negras de Yazoo City e Jackson, Mississippi.[5]
- Wilson Pickett (1941 - 2006), nascido em Prattville, artista americano mais conhecido por cantar In the Midnight Hour e Mustang Sally.[2]

## Na cultura popular
- O condado é o cenário principal da novela de Rita Williams-Garcia, Gone Crazy in Alabama